# Tejutla (Guatemala)
Tejutla (del náhuatl «lugar de tintoreros») es un municipio que pertenece al departamento de San Marcos, en Guatemala. Su extensión territorial es de 142 kilómetros cuadrados y está organizada en cinco zonas administrativas. En su territorio se encuentra el sitio arqueológico de Cuyá, de la cultura mam, situado en una aldea del mismo nombre.  
El poblado donde se asienta la Villa de Tejutla es tan antiguo que cuando los conquistadores españoles llegaron a la región en 1524, era ya un poblado de gran importancia dentro de los poblados de raza mam, por su industria textil.  Durante la época colonial fue el importante convento de «Santiago de Tejutla» a cargo de los frailes mercedarios; el poblado fue fundado oficialmente el 25 de julio de 1627 como «Santiago Tenango» (español: muralla de Santiago).  Ya para 1690 Tejutla incluía los modernos municipios de: Comitancillo, Ixchiguán, Concepción Tutuapa, Sipacapa, Sibinal, Tajumulco, Tacaná y parte de San Miguel Ixtahuacán.
Santiago Tejutla fue uno de los municipios originales del Estado de Guatemala fundado en 1825; estaba en el departamento de Quetzaltenango/ Soconusco, cuya cabecera era Quetzaltenango,y en el circuito Del Barrio que pertenecía al Distrito N.°10 (Quezaltenango) para la administración de justicia.
Tras pertenecer al efímero Estado de Los Altos entre 1838 y 1840, pasó nuevamente a formar parte del Estado de Guatemala, y durante el gobierno del general Rafael Carrera fue un importance centro político y religiosos; sin embargo, tras la Reforma Liberal en 1871, su influencia decayó pues la influencia de los religiosos fue eliminada por el gobierno del general Justo Rufino Barrios.
En 2005 fue afectada gravemente por la tormenta Stan.

## Toponimia

### Nombre en castellano
Muchos de los nombres de los municipios y poblados de Guatemala constan de dos partes: el nombre del santo católico que se venera el día en que fueron fundados y una descripción con raíz náhuatl; esto se debe a que las tropas que invadieron la región en la década de 1520 al mando de Pedro de Alvarado estaban compuestas por soldados españoles y por indígenas tlaxcaltecas y cholultecas. De acuerdo a esta costumbre, el poblado fue bautizado con el nombre de «La Fulgida villa de Tejutla», en donde el término «Tejutla» vendría de la voz náhuatl que significa «tierra amurallada» o «tierra de tintoreros».[cita requerida]

### Otras hipótesis del origen del topónimo
Tejutla podría provenir del vocablo mam «Twi C’ukal» (que significa «sobre el cerro de arena blanca») o bien de la lengua chortí que significa «Lugar de las Brasas».[cita requerida]

## Demografía
El municipio de Tejutla tiene una población, en el 2021, de 44,417 según el censo de población realizado en el año 2018 y con una densidad de 313 habitantes por kilómetro cuadrado.

## División política
Tejutla está dividida en un pueblo y varias aldeas, caseríos, cantones y colonias.
| Comunidad | Nombres |
| --------- | --- |
| Pueblo    | Casco Urbano Tejutla (Cabecera municipal) |
| Aldeas    | - Agua Tibia - Armenia - Buena Vista El Rosario - Cancela - Cancela Grande - Los Cerezos - Chalanchac - Culvillá - Cuyá - Las Delicias - La Democracia - Esquipulas - El Horizonte - Ixmulcá - El Paraíso - Quipambe - San Isidro - Tojuchoc - Tuicincé - Venecia - Campachan - Chapil - La Esmeralda - La Florida - Fraternidad - La Independencia - La Inmortal Libertad - Julen - Nueva Ermita - Nueva Esperanza - La Reforma - Las Tapias - La Unión |
| Caseríos  | - Los Arcos - La Pradrera - El Bosque - California - Central Progreso - Cerro El Tumbador - Chacojóm - El Chorro - Veinte Palos - Cólven - Cristalinas - El Edén - Estancia de la Virgen - Los Frutales - Hermón - Los Laureles - Linda Vista - Loma Linda - El Manantial - El Mirador - Los Molinos - Nueva Jerusalem - Peña Flor - El Progreso - Los Ramírez - Las Rosas - Villa Flores - Vista Hermosa - El Pinal                                     |
| Cantones  | Las Hortalizas, Aldea Las Delicias; La Joya de Tejas, Caserío Central Progreso; La Joya, Caserío La Unión; Cantón Progreso, Aldea Las Delicias; Valle Verde, Aldea Esquipulas |
| Colonias  | Diez de Mayo, Las Manzanillas I, Las Manzanillas II, Tenango, Sacabelén, Tuiscol, Villa Nueva |

## Geografía física

### Clima
La cabecera municipal de Tejutla tiene clima templado. (Köppen: Cwb).
| Parámetros climáticos promedio de Tejutla | Parámetros climáticos promedio de Tejutla | Parámetros climáticos promedio de Tejutla | Parámetros climáticos promedio de Tejutla | Parámetros climáticos promedio de Tejutla | Parámetros climáticos promedio de Tejutla | Parámetros climáticos promedio de Tejutla | Parámetros climáticos promedio de Tejutla | Parámetros climáticos promedio de Tejutla | Parámetros climáticos promedio de Tejutla | Parámetros climáticos promedio de Tejutla | Parámetros climáticos promedio de Tejutla | Parámetros climáticos promedio de Tejutla | Parámetros climáticos promedio de Tejutla |
| Mes                                       | Ene.                                      | Feb.                                      | Mar.                                      | Abr.                                      | May.                                      | Jun.                                      | Jul.                                      | Ago.                                      | Sep.                                      | Oct.                                      | Nov.                                      | Dic.                                      | Anual                                     |
| ----------------------------------------- | ----------------------------------------- | ----------------------------------------- | ----------------------------------------- | ----------------------------------------- | ----------------------------------------- | ----------------------------------------- | ----------------------------------------- | ----------------------------------------- | ----------------------------------------- | ----------------------------------------- | ----------------------------------------- | ----------------------------------------- | ----------------------------------------- |
| Temp. máx. media (°C)                     | 18.8                                      | 19.2                                      | 20.8                                      | 21.3                                      | 20.7                                      | 19.8                                      | 19.8                                      | 20.3                                      | 19.7                                      | 19.3                                      | 19.2                                      | 19.0                                      | 19.8                                      |
| Temp. media (°C)                          | 11.4                                      | 11.6                                      | 13.1                                      | 14.2                                      | 14.8                                      | 14.7                                      | 14.6                                      | 14.5                                      | 14.6                                      | 14.1                                      | 12.8                                      | 12.2                                      | 13.6                                      |
| Temp. mín. media (°C)                     | 4.0                                       | 4.1                                       | 5.5                                       | 7.1                                       | 9.0                                       | 9.7                                       | 9.5                                       | 8.8                                       | 9.5                                       | 8.9                                       | 6.5                                       | 5.4                                       | 7.3                                       |
| Precipitación total (mm)                  | 4                                         | 5                                         | 21                                        | 58                                        | 158                                       | 216                                       | 175                                       | 201                                       | 216                                       | 154                                       | 22                                        | 11                                        | 1241                                      |
| Fuente: Climate-Data.org                  |                                           |                                           |                                           |                                           |                                           |                                           |                                           |                                           |                                           |                                           |                                           |                                           |                                           |

### Ubicación geográfica
Tejutla está ubicada en el departamento de San Marcos y está rodeado por municipios del mismo:
- Norte: Concepción Tutuapa
- Noroeste: San José Ojetenam
- Sur: San Marcos
- Este y sureste: Comitancillo
- Noreste: San Miguel Ixtahuacán
- Oeste: Ixchiguán[9]

| Noroeste: San José Ojetenam | Norte: Concepción Tutuapa | Nordeste: San Miguel Ixtahuacán |
| Oeste: Ixchiguán            |                           | Este: Comitancillo              |
|                             | Sur: San Marcos           | Sureste: Comitancillo           |

## Gobierno municipal
Los municipios se encuentran regulados en diversas leyes de la República, que establecen su forma de organización, lo relativo a la conformación de sus órganos administrativos y los tributos destinados para los mismos.  Aunque se trata de entidades autónomas, se encuentran sujetos a la legislación nacional y las principales leyes que los rigen desde 1985 son:
| N.º | Ley                                                | Descripción |
| --- | -------------------------------------------------- | --- |
| 1   | Constitución Política de la República de Guatemala | Tiene una regulación legal específica para los municipios en los artículos 253 al 262. |
| 2   | Ley Electoral y de Partidos Políticos              | Ley de carácter constitucional aplicable a los municipios en el tema de la conformación de sus autoridades electas. |
| 3   | Código Municipal                                   | Decreto 12-2002 del Congreso de la República de Guatemala. Tiene la categoría de ley ordinaria y contiene preceptos generales aplicables a todos los municipios, e inclusive contiene legislación referente a la creación de los municipios.             |
| 4   | Ley de Servicio Municipal                          | Decreto 1-87 del Congreso de la República de Guatemala. Regula las relaciones entra la municipalidad y los servidores públicos en materia laboral. Tiene su base constitucional en el artículo 262 de la constitución que ordena la emisión de la misma. |
| 5   | Ley General de Descentralización                   | Decreto 14-2002 del Congreso de la República de Guatemala. Regula el deber constitucional del Estado, y por ende del municipio, de promover y aplicar la descentralización y desconcentración económica y administrativa.                                |

El gobierno de los municipios está a cargo de un Concejo Municipal mientras que el código municipal —ley ordinaria que contiene disposiciones que se aplican a todos los municipios— establece que «el concejo municipal es el órgano colegiado superior de deliberación y de decisión de los asuntos municipales […] y tiene su sede en la circunscripción de la cabecera municipal»; el artículo 33 del mencionado código establece que «[le] corresponde con exclusividad al concejo municipal el ejercicio del gobierno del municipio».
El concejo municipal se integra con el alcalde, los síndicos y concejales, electos directamente por sufragio universal y secreto para un período de cuatro años, pudiendo ser reelectos.
Existen también las Alcaldías Auxiliares, los Comités Comunitarios de Desarrollo (COCODE), el Comité Municipal del Desarrollo (COMUDE), las asociaciones culturales y las comisiones de trabajo. Los alcaldes auxiliares son elegidos por las comunidades de acuerdo a sus principios y tradiciones, y se reúnen con el alcalde municipal el primer domingo de cada mes, mientras que los Comités Comunitarios de Desarrollo y el Comité Municipal de Desarrollo organizan y facilitan la participación de las comunidades priorizando necesidades y problemas.
Los alcaldes que ha habido en el municipio son:
- 2012-2020: Humberto Gómez[11][2]

## Historia

### Época colonial

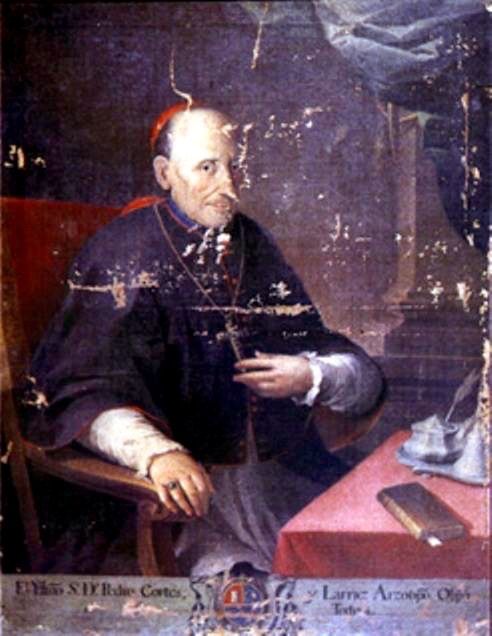
Retrato del obispo Pedro Cortés y Larraz, quien llegó a Tejutla en 1770.

La Villa de Tejutla, nombre oficial de la localidad, es tan antigua que cuando los conquistadores españoles llegaron a la región en 1524, era ya un poblado de gran importancia dentro de los poblados de raza mam, por su industria textil.  En 1540, el obispo de Guatemala Francisco Marroquín dividió la administración eclesiástica del valle central de Guatemala entre las tres órdenes regulares principales: dominicos, franciscanos y mercedarios;  estos últimos cambiaron sus curatos del valle por los dominicos tenían en la Sierra de Huehuetenango y que incluían a Tejutla. Sin embargo, la fundación del poblado no se hizo oficial sino hasta el 25 de julio de 1627; cuando los representantes españoles fundaron junto al asentamiento indígena el poblado que bautizaron con el nombre de «Santiago Tenango», dando lugar a dos asentamientos paralelos: la población indígena de Tejutla y la población española de Santiago Tenango, cada una con autoridades municipales diferentes y edificios separados.
Eventualmente las poblaciones se fusionaron y decidieron llamar a la población «Santiago Tejutla»; como recuerdo de la unión de las dos culturas quedaron los nombres de Tenango al norte y Tejutla al sur que luego serían identificados como la zona 1 y la zona 2 de la Villa de Tejutla, respectivamente. 
En 1565 se creó la Provincia mercedaria de la Presentación de Guatemala; para 1690 Tejutla comprendía los modernos municipios de: Comitancillo, Ixchiguán, Concepción Tutuapa, Sipacapa, Sibinal, Tajumulco, Tacaná y parte de San Miguel Ixtahuacán. Según los escritos históricos de la Recordación Florida de Francisco Antonio de Fuentes y Guzmán, Tejutla pertenecía a la jurisdicción de Quetzaltenango y era «una tierra de bonanza y riqueza de climas y bosques agradables con suficiente agua».
La corona española se enfocó en la catequización de los indígenas; las congregaciones fundadas por los misioneros reales en el Nuevo Mundo fueron llamadas «doctrinas de indios» o simplemente «doctrinas». Originalmente, los frailes tenían únicamente una misión temporal: enseñarle la fe católica a los indígenas, para luego dar paso a parroquias seculares como las establecidas en España; con este fin, los frailes debían haber enseñado los evangelios y el idioma español a los nativos. Ya cuando los indígenas estuvieran catequizados y hablaran español, podrían empezar a vivir en parroquias y a contribuir con el diezmo, como hacían los peninsulares.
Pero este plan nunca se llevó a cabo, principalmente porque la corona perdió el control de las órdenes regulares tan pronto como los miembros de éstas se embarcaron para América; además, los indígenas nunca llegaron a entender el catolicismo correctamente porque los frailes no pudieron traducirlo apropiadamente a los complejos lenguajes indígenas. Por otra parte, protegidos por sus privilegios apostólicos para ayudar a la conversión de los indígenas, los misionares solamente atendieron a la autoridad de sus priores y provinciales, y no a la de las autoridades españolas ni a las de los obispos. Los provinciales de las órdenes, a su vez, únicamente rendían cuentas a los líderes de su orden y no a la corona; una vez habían establecido una doctrina, protegían sus intereses en ella, incluso en contra de los intereses del rey y de esta forma las doctrinas pasaron a ser pueblos de indios que se quedaron establecidos para todo el resto de la colonia.
Las doctrinas fueron fundadas a discreción de los frailes, ya que tenían libertad completa para establecer comunidades para catequizar a los indígenas, con la esperanza de que estas pasaran con el tiempo a la jurisdicción de una parroquia secular a la que se le pagaría el diezmo; en realidad, lo que ocurrió fue que las doctrinas crecieron sin control y nunca pasaron al control de parroquias; se formaron alrededor de una cabecera en donde tenían su monasterio permanente los frailes y de dicha cabecera salían a catequizar o visitar las aldeas y caseríos que pertenecían a la doctrina, y que se conocían como anexos, visitas o pueblos de visita.
La administración colectiva por parte del grupo de frailes eran la característica más importante de las doctrinas ya que garantizaba la continuación del sistema de la comunidad en caso falleciese uno de los dirigentes.

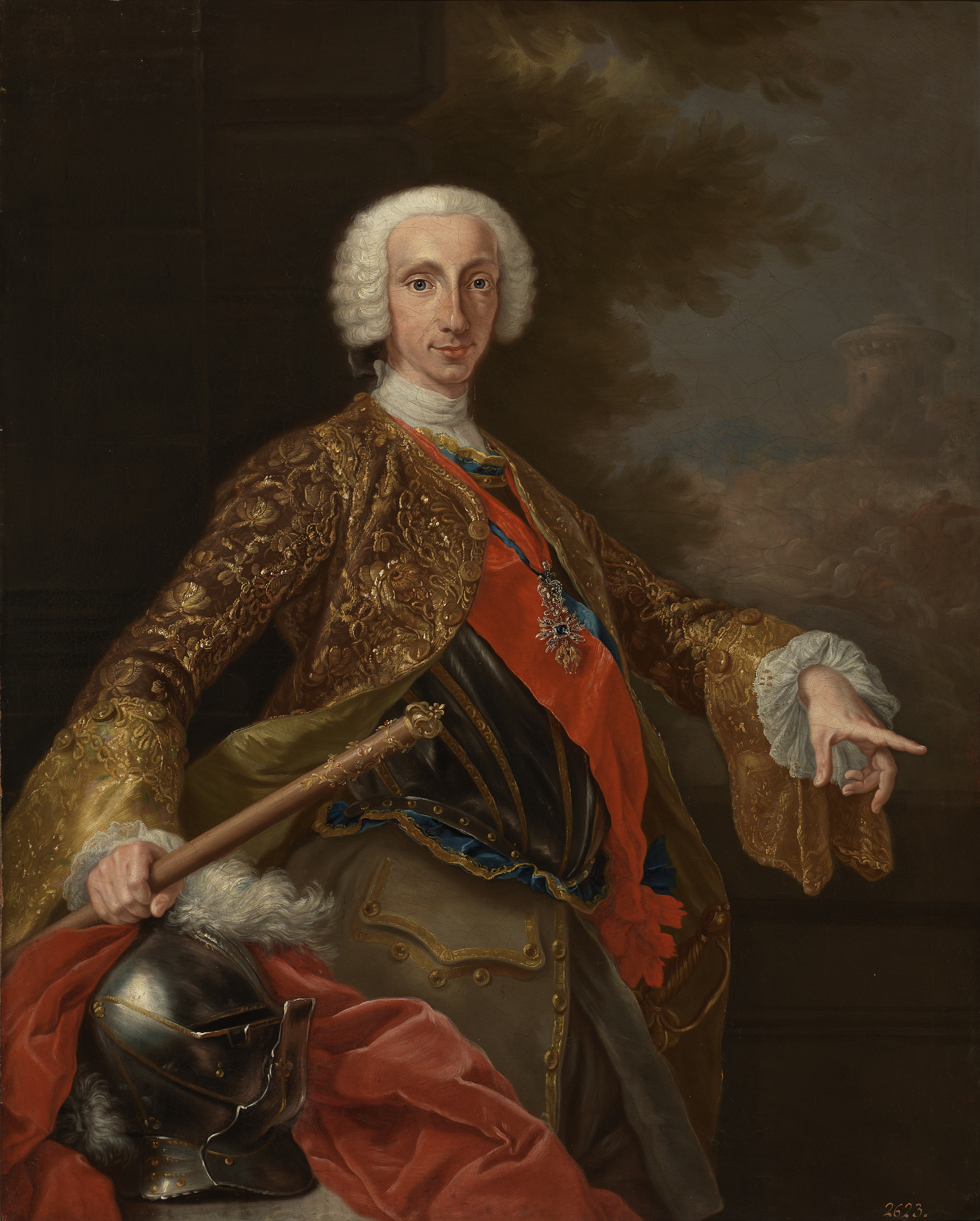
Rey Carlos III de España, promotor de las reformas borbónicas.

Según la relación del obispo Juan de las Cabezas en 1613 y las actas de visita pastoral del arzobispo Pedro Cortés y Larraz en 1770, los  frailes mercedarios tenían a su cargo nueve doctrinas, y sus muchos anexos, que eran: Santa Ana de Malacatán, Concepción de Huehuetenango, San Pedro de Solomá, Nuestra Señora de la Purificación de Jacaltenango, Nuestra Señora de la Candelaria de Chiantla, San Andrés de Cuilco, Santiago de Tejutla, San Pedro de Zacatepeques, San Juan de Ostuncalco y San Carlos Sija.
En 1754, en virtud de una Real Cédula parte de las Reformas Borbónicas, todos los curatos de las órdenes regulares fueron traspasados al clero secular. En 1765 se publicaron las reformas borbónicas de la Corona española, que pretendían recuperar el poder real sobre las colonias y aumentar la recaudación fiscal. Con estas reformas se crearon los estancos para controlar la producción de las bebidas embriagantes, el tabaco, la pólvora, los naipes y el patio de gallos. La real hacienda subastaba el estanco anualmente y un particular lo compraba, convirtiéndose así en el dueño del monopolio de cierto producto. Ese mismo año se crearon cuatro subdelegaciones de la Real Hacienda en San Salvador, Ciudad Real, Comayagua y León y la estructura político administrativa del Reino de Guatemala cambió a quince provincias:
Además de esta redistribución administrativa, la corona española estableció una política tendiente a disminuir el poder de la Iglesia católica, el cual hasta ese momento era prácticamente absoluto sobre los vasallos españoles. La política de disminución de poder de la iglesia se basaba en la Ilustración y tenía seis puntos principales, entre los que destacaba una crítica al papel de la Iglesia dentro de la sociedad y de sus organismos derivados, sobre todo de las cofradías y hermandades. Los  mercedarios de  Guatemala entregaron sus doctrinas al clero secular, con casi treinta y tres mil indios de la sierra, todos bautizados e instruidos en la fe católica. El 24 de octubre de 1765 se produjo una fuerte erupción del Volcán de Cerro Quemado  que provocó fuertes sismos en la región de Tejutla y Quetzaltenango y destruyó el poblado de Sipacapa.
El área de Tejutla fue un importante centro comercial y religioso; en agosto de 1767, Joseph Domingo Hidalgo describió a Santiago Tejutla como el Curato -cabecera o centro focal del comercio ante los demás pueblos que estaban a su alrededor- de la región en la Gaceta de Guatemala.  Luego, en el último cuarto del siglo xviii, el obispo Dr. Pedro Cortés y Larraz, quien llegó procedente de Cuilco en 1770 como parte de su inspección de la diócesis guatemalteca, nombró a Tejutla como el pueblo de «Santiago en la Cima del Monte», y reportó que en ese entonces existían «sesenta y cuatro familias de muy buen vivir» en el lugar.

### Tras la Independencia de Centroamérica
En la Constitución Política de la Provincias Unidas del Centro de América, decretada el 11 de octubre de 1821, Tejutla apareció por primera vez adscrita a la moderna cabecera departamental de San Marcos.  El Estado de Guatemala fue definido de la siguiente forma por la Asamblea Constituyente de dicho estado que emitió la constitución del mismo el 11 de octubre de 1825: «el estado conservará la denominación de Estado de Guatemala y lo forman los pueblos de Guatemala, reunidos en un solo cuerpo.  El estado de Guatemala es soberano, independiente y libre en su gobierno y administración interior.»
Santiago Tejutla fue uno de los municipios originales del Estado de Guatemala fundado en 1825; estaba en el departamento de Quetzaltenango/ Soconusco, cuya cabecera era Quetzaltenango, y tenía los municipios de Quetzaltenango, Ostuncalco, San Marcos, Tejutla y Soconusco.
La constitución del Estado de Guatemala promulgada el 11 de octubre de 1825 —y no el 11 de abril de 1836, como numerosos historiadores han reportado incorrectamente — creó los distritos y sus circuitos correspondientes para la administración de justicia según el Código de Lívingston traducido al español por José Francisco Barrundia y Cepeda; Tejutla estuvo en el circuito Del Barrio que pertenecía al Distrito N.°10 (Quezaltenango), junto con San Marcos, San Pedro, San Antonio, Maclén, San Cristóbal Cucho, Izlamá, Coatepeque, San Lorenzo, San Pablo, Tajumulco, Santa Lucía Malacatán, San Miguel Ixtahuacán, Zipacapa y Comitancillo.

### El efímero Estado de Los Altos

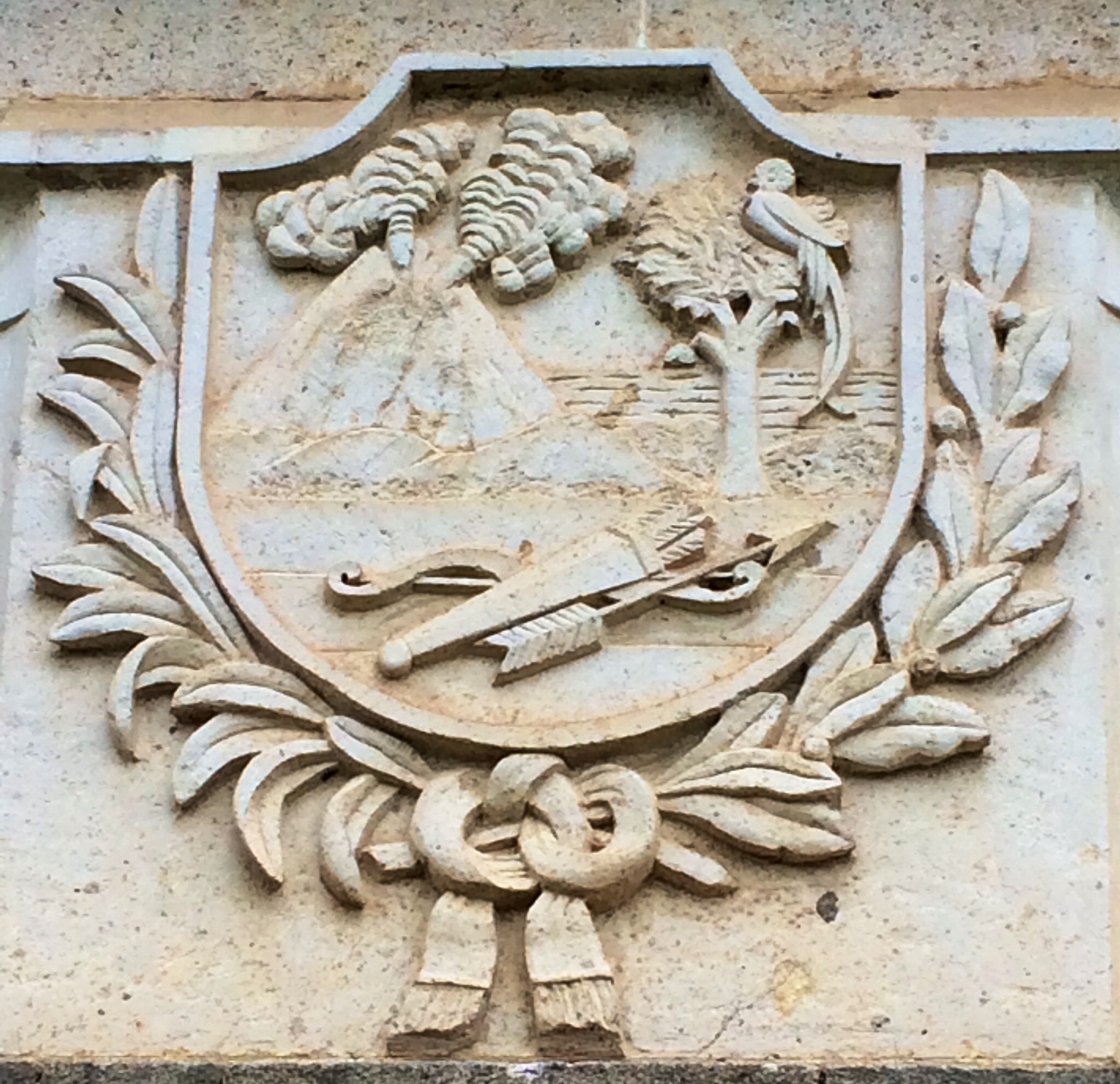
Escudo del Estado de los Altos

A partir del 3 de abril de 1838, Tejutla fue parte de la región que formó el efímero Estado de Los Altos, el cual fue autorizado por el Congreso de la República Federal de Centro América el 25 de diciembre de ese año forzando a que el Estado de Guatemala se reorganizara en siete departamentos y dos distritos independientes el 12 de septiembre de 1839:
- Departamentos: Chimaltenango, Chiquimula, Escuintla, Guatemala, Mita, Sacatepéquez, y Verapaz
- Distritos: Izabal y Petén[31]

La región occidental de la actual Guatemala había mostrado intenciones de obtener mayor autonomía con respecto a las autoridades de la ciudad de Guatemala desde la época colonial, pues los criollos de la localidad consideraban que los criollos capitalinos que tenían el monopolio comercial con España no les daban un trato justo. Así, su representante en las Cortes de Cádiz solicitó la creación de una intendencia en Los Altos, gobernada por autoridades propias. La Independencia de Centroamérica en 1821 canceló esta posibilidad, pero el separatismo de los altenses perduró. Tras la disolución del Primer Imperio Mexicano y la consecuente separación de las Provincias Unidas del Centro de América, Los Altos continuó buscando su separación de Guatemala. Hubo dos condiciones que fueron favorables a las pretensiones de la élite criolla altense: la creación de un marco legal en la constitución centroamericana para la formación de nuevos estados dentro del territorio de la república y la llegada al gobierno de los federalistas liberales, encabezados por Francisco Morazán.  El área de Los Altos estaba poblada mayoritariamente por indígenas, quienes habían mantenido sus tradiciones ancestrales y sus tierras en el frío altiplano del oeste guatemalteco. Durante toda la época colonial habían existido revueltas en contra del gobierno español. Luego de la independencia, los mestizos y criollos locales favorecieron al partido liberal, en tanto que la mayoría indígena era partidaria de la Iglesia Católica y, por ende, conservadora.
Las revueltas indígenas en el Estado de Los Altos fueron constantes y alcanzaron su punto crítico el 1.º de octubre de 1839, en Santa Catarina Ixtahuacán, cuando tropas altenses reprimieron una sublevación y mataron a cuarenta vecinos. Encolerizados, los indígenas acudieron al caudillo conservador Rafael Carrera, en busca de protección. Por otra parte, en octubre de 1839 la tensión comercial entre Guatemala y Los Altos dio paso a movimientos militares; hubo rumores de que el general Agustín Guzmán, un militar mexicano que estaba al mando de las Fuerzas Armadas de Los Altos, estaba organizando un ejército en Sololá con la intención de invadir Guatemala, lo que puso a ésta en máxima alerta.
Tras algunas escaramuzas, los ejércitos se enfrentaron en Sololá el 25 de enero de 1840; Carrera venció a las fuerzas del general Agustín Guzmán e incluso apresó a éste mientras que el general Doroteo Monterrosa venció a las fuerzas altenses del coronel Antonio Corzo el 28 de enero.  El gobierno quetzalteco colapsó entonces, pues aparte de las derrotas militares, los poblados indígenas abrazaron la causa conservadora de inmediato; al entrar a Quetzaltenango al frente de dos mil hombres, Carrera fue recibido por una gran multitud que lo saludaba como su «libertador».
Carrera impuso un régimen duro y hostil para los liberales altenses, pero bondadoso para los indígenas de la región —derogando el impuesto personal— y para los eclesiásticos restituyendo los privilegios de la religión católica; llamando a todos los miembros del cabildo criollo les dijo tajantemente que se portaba bondadoso con ellos por ser la primera vez que lo desafiaban, pero que no tendría piedad si había una segunda vez. El general Guzmán, y el jefe del Estado de Los Altos, Marcelo Molina, fueron enviados a la capital de Guatemala, en donde fueron exhibidos como trofeos de guerra durante un destile triunfal el 17 de febrero de 1840; en el caso de Guzmán, engrilletado, con heridas aún sangrantes, y montado en una mula. El 26 de febrero de 1840 el gobierno de Guatemala colocó a Los Altos bajo su autoridad y el 13 de agosto nombró al corregidor de la región, el cual servía también como comandante general del ejército y superintendente.

### Reforma Liberal
En 1870 Tejutla logró la categoría de Villa y, por el desarrollo alcanzado, las autoridades solicitaron a la Cámara de representantes de Guatemala su ascenso a cabecera departamental y que comprendiera los municipios arriba mencionados y además los modernos municipios de Cuilco, Santa Bárbara y San Gaspar, del departamento de Huehuetenango. Además, en esa época Motocintla, Cacahuatán y Tapachula—que luego pasarían definitivamente a México en 1892 por el Tratado Herrera-Mariscal— dependían religiosamente del convento secular que había sido de los mercedarios con sede en Tejutla. En ese tiempo esta localidad incluso contaba con representantes ante la Cámara de Representantes de Guatemala.
Pero el poder de Tejutla se desmoronó con el triunfo de la Reforma Liberal en 1871; cuando los liberales liderados por Miguel García Granados y Justo Rufino Barrios tomaron el poder, iniciaron una política tensa con la Iglesia Católica, que terminó con la expulsión y expropiación de bienes de las órdenes regulares y con la eliminación del diezmo obligatorio, para ahogar al clero secular.  Tejutla se quedó así sin el soporte económico de su curato, que hasta entonces habían sido su principal soporte económico y administrativo.

### SigloXXI: tormenta Stan
El huracán Stan, azotó Guatemala como huracán de categoría I en los primeros días de octubre de 2005 y causó daños y pérdidas al país por unos mil millones de dólares, según un estudio de la Comisión Económica para América Latina y el Caribe (CEPAL). De acuerdo al informe, el huracán afectó directamente a catorce de los veintidós departamentos de Guatemala; además, provocó seiscientos setenta muertos, ochocientos cincuenta desaparecidos y tres millones y medio de damnificados.
Las lluvias continuas pusieron al descubierto el desastre medioambiental de Guatemala: las deforestadas montañas no soportaron los bolsones agua y humedad que en esos días se formaron provocando derrumbes y deslaves. La mayoría de los ríos que brotan en las depredadas montañas de la bocacosta, con sus cuencas casi sin vegetación y la pérdida de profundidad en sus causes, provocó que se desbordaran e inundaran amplias regiones cultivadas y decenas de comunidades rurales y cabeceras municipales en la franja costera del país. En la altiplanicie central y occidental, capas y pliegues de cerros y volcanes se derrumbaron destruyendo cientos de viviendas y la tragedia humana. Los deslaves e inundaciones provocaron el colapso de las comunicaciones terrestres, aéreas y de telefonías, en un período que osciló de tres a cuatro días, en más de la mitad del país. Según las cifras del gobierno, se destruyeron quince puentes, un tercio de la red asfaltada y la mitad de caminos de terracería. UNICEF informó que mil dosciendos niños y niñas quedaron huérfanos. El municipio de Tejutla fue uno de los que sufrieron las mayores pérdidas humanas.